# Nigel Evans
Nigel Martin Evans (né le 10 novembre 1957) est un homme politique du Parti conservateur britannique qui est député de Ribble Valley dans le Lancashire de 1992 à 2024. Il est co-secrétaire exécutif du Comité 1922 de 2017 à 2019. Il est premier vice-président des Voies et Moyens, l'un des trois adjoints du Président, de 2010 à 2013. Il est élu deuxième vice-président des Voies et Moyens en 2020.
Evans est un fervent critique de l'Union européenne et soutient le Brexit lors du référendum européen de 2016. Depuis, il soutient Leave Means Leave, un groupe de campagne eurosceptique et a soutenu Boris Johnson au poste de Premier ministre.

## Jeunesse et carrière
Nigel Evans est né le 10 novembre 1957 à Swansea. Il fait ses études à la Dynevor School, puis à l'Université de Swansea, où il obtient un baccalauréat en politique en 1979. Il est travaille dans l'entreprise de marchand de journaux et de dépanneur de sa famille à Swansea.

## Carrière politique
En 1985, Evans est élu conseiller du conseil du comté de West Glamorgan. En 1990, il devient chef adjoint du groupe conservateur, avant de démissionner de son poste de conseiller en 1991.
Aux élections générales de 1987, Evans se présente à Swansea West, arrivant deuxième avec 33 % des voix derrière le député travailliste sortant Alan Williams.
Evans est sélectionné pour l'élection partielle de Pontypridd en 1989, à la suite du décès de Brynmor John. Lors de l'élection, il arrive troisième avec 13,5 % des voix derrière le candidat travailliste Kim Howells et le candidat Plaid Cymru Syd Morgan.
Evans se présente également aux élections partielles de Ribble Valley en 1991, provoquées par la démission de David Waddington pour devenir Leader de la Chambre des lords en 1990. Lors de l'élection, Evans arrive deuxième avec 38,5 % des voix derrière le candidat libéral-démocrate Michael Carr.

## Carrière parlementaire
Aux élections générales de 1992, Evans est élu député de Ribble Valley avec 52,4 % des voix et une majorité de 6 542 voix,. Il prononce son premier discours le 20 mai 1992.
Evans est nommé secrétaire parlementaire privé (PPS) du secrétaire d'État à l'Emploi David Hunt en 1993, et reste le PPS de Hunt lorsqu'il est nommé chancelier du duché de Lancastre en 1994. En 1995, Evans devient le PPS de Tony Baldry, ministre d'État au ministère de l'Agriculture, de la Pêche et de l'Alimentation en 1995, et en 1996, il est le PPS du nouveau secrétaire d'État du Pays de Galles, William Hague.
Aux élections générales de 1997, Evans est réélu député de Ribble Valley avec une part des voix de 46,7 % et une majorité de 6 640 voix. Après les élections, Evans est recruté sur le banc par l'ancien premier ministre John Major en tant que porte-parole pour les affaires galloises.
Evans est réélu aux élections générales de 2001, avec une part des voix de 51,5 % et une majorité de 11 238 voix. Il devient membre du cabinet fantôme après l'élection de Iain Duncan Smith au poste de secrétaire d'État fantôme pour le Pays de Galles de 2001 à 2003. Il avait publiquement critiqué le gouvernement pour ne pas avoir de secrétaire d'État dédié au Pays de Galles à un poste ministériel. Aussi, lorsque le nouveau chef conservateur Michael Howard décide de placer ce poste en dehors du cabinet fantôme, Evans choisit de retourner sur les banquettes arrière.
Il devient membre des comités spéciaux du commerce et de l'industrie et des affaires galloises en 2003. En novembre 2004, Evans est nommé vice-président du Parti conservateur, avec la responsabilité spécifique de superviser les conservateurs à l'étranger et de mobiliser le vote conservateur à l'étranger.
Aux élections générales de 2005, Evans est réélu avec une part de voix de 51,9 % et une majorité de 14 171 voix. Evans est réélu aux élections générales de 2010, avec une part des voix de 50,3 % et une majorité de 14 769,.
Le 8 juin 2010, Evans est élu premier vice-président des Voies et Moyens et vice-président de la Chambre des communes. C'est la première fois que les trois vice-présidents sont élus au scrutin secret de tous les députés.
Aux élections générales de 2015, Evans est réélu, avec une part des voix de 48,6 % et une majorité de 13 606 voix.
Evans soutient le Brexit lors du référendum sur l'Union européenne de 2016.
Evans est réélu lors des élections générales anticipées de 2017, avec une part des voix de 57,8 % et une majorité de 13 199 voix. Aux élections générales de 2019, il est réélu, avec une part des voix de 60,3 % et une majorité de 18 439 voix.
Le 8 janvier 2020, il est élu deuxième vice-président des Voies et Moyens par les députés.
Evans est battu aux élections générales de 2024 au Royaume-Uni par la candidate travailliste Maya Ellis.

## Arrestation et procès
Le 4 mai 2013, Evans est arrêté parce qu'il est soupçonné de viol et d'agression sexuelle. Son procès débute le 10 mars 2014 et il est acquitté de toutes les accusations le 10 avril 2014.

## Vie privée
Le 18 décembre 2010, à la suite du décès de sa mère âgée de 86 ans, Evans révèle au Mail on Sunday qu'il est gay. Il vit à Pendleton, Lancashire, un village de sa circonscription.